# Снайпер. Зброя відплати
«Снайпер. Зброя відплати» (рос. «Снайпер: Оружие возмездия») — білоруський художній фільм 2009 року режисера Олександра Єфремова.

## Сюжет
У 1942 році під Сталінградом група старшого лейтенанта Яшина стикається з хитрим противником — німецьким капітаном Карлом Кляйстом. У підлаштований їм пастці гине дівчина-снайпер Олеся Микулич, а сам Яшин отримує важке поранення.
Після закінчення німецько-радянської війни майор Яшин стає комендантом невеликого німецького містечка. Неподалік, у замку, виявляються секретні німецькі креслення ракет «Фау-2».

## У ролях
- Дмитро Пєвцов
- Марія Миронова
- Аліна Сергєєва
- Сергій Бєляєв
- Йоахим Асбек
- Павел Дельонг
- Анна Хитрик
- Олександр Єфремов
- Борис Гергалов
- Павло Южаков-Харланчук
- Іван Мацкевич
- Анатолій Терпицький
- Оксана Лісова

## Творча група
- Сценарій: Гліб Шпрігов
- Режисер: Олександр Єфремов
- Оператор: Олександр Рудь
- Композитор: Володимир Сивицький